# Scooby Doo (postać)

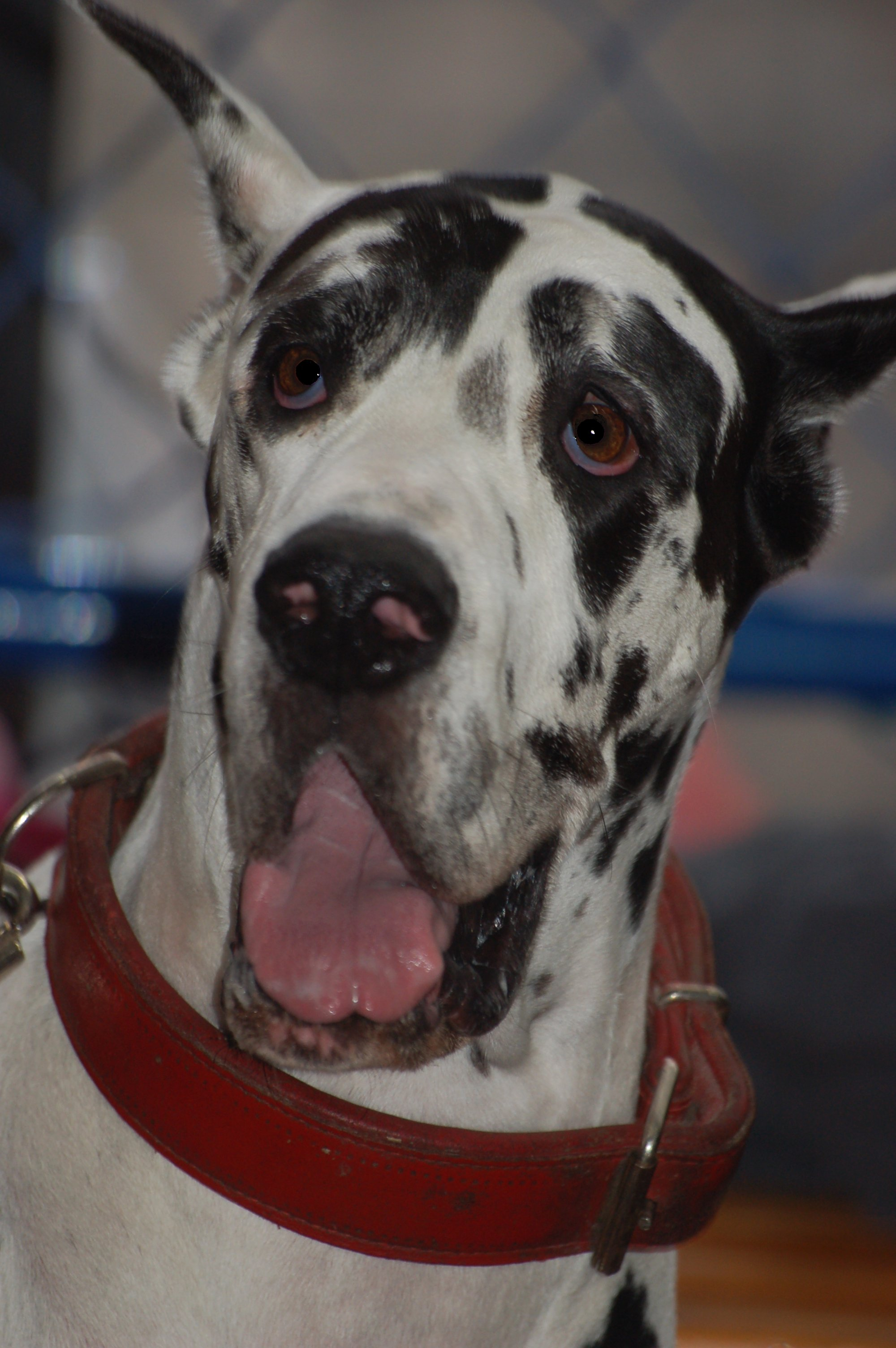
Dog niemiecki to rasa psów, której reprezentantem jest Scooby Doo

Scoobert „Scooby” Doo – postać stworzona przez Iwao Takamoto, główny bohater serii seriali i filmów Scooby Doo.
Scooby to mówiący dog niemiecki, brązowy w czarne łatki. Ma niebieską obrożę, na której wisi złoty romb z wygrawerowanymi inicjałami SD. Ma 7 lat psich i 51 ludzkich. Mieszka w Coolsville, w Stanach Zjednoczonych. Jest bardzo tchórzliwy i zawsze głodny (tak samo jak jego pan i najlepszy przyjaciel, Kudłaty). Jego ulubionym przysmakiem są Scooby Chrupki. Należy do Tajemniczej Spółki. Jego ulubionym zawołaniem wykonywanym przez niego na końcu odcinka jest „Scooby-Dooby-Doo”.
W filmach fabularnych dubbingowany przez Neilla Fanninga, natomiast w serialach animowanych przez:
- w polskiej wersji językowej:
  - Jacka Jarosza (edycja Polskich Nagrań)
  - Jana Kulczyckiego (edycja Polskich Nagrań)
  - Wiktora Zborowskiego (edycja Polskich Nagrań)
  - Ryszarda Olesińskiego
- w USA:
  - Dona Messicka (1969–1997)
  - Scotta Innesa (1998–2001)
  - Franka Welkera (od 2002).

## Relacje rodzinne
- Rodzice i rodzeństwo
  - Mama Doo i Tata Doo
  - Yabba Doo – brat
  - Ruby Doo – siostra
  - Skippy Doo – brat
  - Howdy Doo – brat
- Dalsza rodzina
  - Scrappy Doo – siostrzeniec, syn Ruby Doo (w przeciwieństwie do wujka bardzo odważny)
  - Scooby Dum – kuzyn, uwielbia zagadki, marzy o karierze psa policyjnego
  - Doobie Doo – kuzyn
  - Scooby Dee – kuzynka, aktorka, obiekt westchnień Scooby’ego i Scooby Duma
  - Dixie Doo – kuzynka
  - Scoobert T. Doo – dziadek